# Мисгав-Дов
Мисгав-Дов (ивр. מִשְׂגַּב דֹּב‎, дословно — «Крепость Дова») — мошав на юге центральной части Израиля. Расположен недалеко от Гедеры на прибрежной равнине. Административно мошав относится к региональному совету «Гдерот». В 2020 году население деревни составляло 722 человека.

## История
Мошав был основан членами поселенческого движения «Мишкей Херут Бейтар» из Хайфы в 1950 году.
Он был назван в честь Дова Грунера, члена Иргун, который был казнен британскими властями. Позже к основателям присоединились новые иммигранты из Ирака, Польши и Советского Союза.

## Население
По данным Центрального статистического бюро Израиля, население на начало 2020 года составляло 722 человека.